# Ralph de Cromwell, 3.º Barão Cromwell
Ralph de Cromwell, 3º Barão Cromwell (1393 - 4 de janeiro de 1456) foi um político e diplomata inglês. Um conselheiro privado em 1422, serviu como tesoureiro da Inglaterra (1433-1443) e duas vezes como Chamberlain of the Household (1425-1432 e 1450-1455) durante o reinado de Henrique VI.